# Siegfried Ferstl
Siegfried (Siegi) Ferstl (* 19. August 1967 in Kelheim) ist ein ehemaliger deutscher Triathlet. Er ist vierfacher Deutscher Meister auf der Langdistanz im Triathlon (1996, 1997, 1999 und 2001).

## Werdegang
Seit 1992 übt Siegfried Ferstl den Beruf des Forstwirtschaftsmeisters aus.
1999 wurde Siegi Ferstl Vierter bei der Duathlon-Weltmeisterschaft in der Schweiz.
Seine Bestzeit auf der Triathlon-Langdistanz erzielte er 1999 in Kulmbach mit 8:07:00 Stunden und er wird seitdem in der Bestenliste deutscher Triathleten auf der Ironman-Distanz geführt.
Im Juli 2008 hatte Ferstl einen Unfall beim Drachenfliegen im Altmühltal.
Eine langwierige hieraus resultierende Verletzung am Sprunggelenk, die sich vor allem beim Laufen bemerkbar machte, bewog ihn, eine ursprüngliche Startzusage für die Premiere des Ironman Regensburg 2010 dann wieder zurückzuziehen.

## Sportliche Erfolge
| Datum/Jahr    | Rang | Wettbewerb                                       | Austragungsort    | Zeit     | Bemerkung                                                                                       |
| ------------- | ---- | ------------------------------------------------ | ----------------- | -------- | ----------------------------------------------------------------------------------------------- |
| 6. Juli 2003  | DNF  | Challenge Roth                                   | Roth              | –        |                                                                                                 |
| 26. Mai 2003  | 10   | Ironman Lanzarote                                | Puerto del Carmen | 09:33:28 |                                                                                                 |
| 19. Okt. 2002 | 59   | Ironman Hawaii                                   | Kailua-Kona       | 09:24:14 |                                                                                                 |
| 24. Aug. 2002 | 3    | Austria-Triathlon                                | Podersdorf        | 08:25:05 | 3,8 km Schwimmen, 180 km Rad, 42,2 km Laufen                                                    |
| 7. Juli 2002  | 8    | Challenge Roth                                   | Roth              | 08:46:25 |                                                                                                 |
| 25. Mai 2002  | 5    | Ironman Lanzarote                                | Puerto del Carmen | 09:12:59 |                                                                                                 |
| 27. Jan. 2002 | 5    | Ironman Malaysia                                 | Langkawi          | 08:40:03 |                                                                                                 |
| 11. Aug. 2001 | 1    | DTU Deutsche Meisterschaft Triathlon Langdistanz | Kulmbach          | 08:28:34 | Deutscher Meister auf der Langdistanz (3,8 km Schwimmen, 180 km Radfahren und 42,195 km Laufen) |
| 8. Juli 2001  | 8    | Ironman Europe                                   | Roth              | 08:34:21 |                                                                                                 |
| 12. Aug. 2000 | 3    | DTU Deutsche Triathlon-Meisterschaft Langdistanz | Kulmbach          | 08:31:07 | Dritter beim IronMönch hinter Faris Al-Sultan und Roland Knoll                                  |
| 9. Juli 2000  | 12   | Ironman Europe                                   | Roth              | 08:49:47 |                                                                                                 |
| 23. Okt. 1999 | 45   | Ironman Hawaii                                   | Kailua-Kona       | 09:11:27 |                                                                                                 |
| 14. Aug. 1999 | 1    | DTU Deutsche Meisterschaft Triathlon Langdistanz | Kulmbach          | 08:07:00 | Sieger beim IronMönch – mit persönlicher Langdistanz-Bestzeit                                   |
| 24. Juli 1999 | 1    | Allgäu-Triathlon                                 | Immenstadt        |          | 1,9 km Schwimmen, 90 km Radfahren und 21 km Laufen                                              |
| 27. Juni 1999 | 6    | Ironman Europe                                   | Roth              | 08:30:47 |                                                                                                 |
| 15. Aug. 1998 | 2    | DTU Deutsche Meisterschaft Triathlon Langdistanz | Kulmbach          | 08:23:17 | Zweiter beim IronMönch hinter Markus Dippold                                                    |
| 18. Okt. 1997 | DNF  | Ironman Hawaii                                   | Kailua-Kona       | –        |                                                                                                 |
| 9. Aug. 1997  | 1    | DTU Deutsche Meisterschaft Triathlon Langdistanz | Kulmbach          | 08:07:22 |                                                                                                 |
| 13. Juli 1997 | 12   | Ironman Europe                                   | Roth              | 08:31:53 |                                                                                                 |
| 1996          | 1    | DTU Deutsche Meisterschaft Triathlon Langdistanz | Deutschland       |          |                                                                                                 |
| 14. Juli 1996 | 13   | Ironman Europe                                   | Roth              | 08:52:34 |                                                                                                 |
| 7. Okt. 1995  | 31   | Ironman Hawaii                                   | Kailua-Kona       | 09:08:14 |                                                                                                 |
| 9. Juli 1995  | 12   | Ironman Europe                                   | Roth              | 08:38:48 |                                                                                                 |
| 10. Juli 1994 | 161  | Ironman Europe                                   | Roth              | 09:28:10 |                                                                                                 |

| Datum/Jahr    | Rang | Wettbewerb        | Austragungsort | Zeit     | Bemerkung                                       |
| ------------- | ---- | ----------------- | -------------- | -------- | ----------------------------------------------- |
| 22. Juni 1997 | 5    | Powerman Austria  | Weyer          | 03:17:51 | [ 5 ]                                           |
| 19. Sep. 1999 | 4    | Powerman Spalt    | Spalt          | 05:06:17 | 20 km Laufen, 117 km Radfahren und 10 km Laufen |
| 20. Sep. 1998 | 2    | Powerman Spalt    | Spalt          | 05:00:31 |                                                 |
| 7. Juni 1998  | 10   | Powerman Zofingen | Zofingen       | 06:41:14 |                                                 |
| 21. Sep. 1997 | 3    | Powerman Spalt    | Spalt          | 5:02:15  |                                                 |
| 22. Juni 1997 | 5    | Powerman Austria  | Weyer          | 03:17:51 |                                                 |
| 1. Juni 1997  | 4    | Powerman Zofingen | Zofingen       | 06:38:08 |                                                 |
| 20. Sep. 1996 | 1    | Powerman Spalt    | Spalt          |          |                                                 |

| Datum/Jahr    | Rang | Wettbewerb       | Austragungsort | Zeit     | Bemerkung                                                                                          |
| ------------- | ---- | ---------------- | -------------- | -------- | -------------------------------------------------------------------------------------------------- |
| 18. Aug. 2001 | 4    | Allgäu Triathlon | Immenstadt     | 02:48:25 | Deutsche Meisterschaft Cross-Triathlon (1,5 km Schwimmen, 28 km Mountainbike und 10,5 km Berglauf) |